# Девятино
Девя́тино — село в Дмитровском районе Орловской области. Административный центр Берёзовского сельского поселения.
Население — 213 человек (2010 год).

## География
Расположено в 16 км к юго-западу от Дмитровска на реке Расторог, притоке Неруссы. Высота над уровнем моря — 234 м.

## История
Упоминается с 1620-х годов в составе Радогожского стана Комарицкой волости как село с острожком и деревянной Никольской церковью.
По данным 10-й ревизии 1858 года князю Борису Дмитриевичу Голицыну в Девятино принадлежало 165 крестьян и 14 дворовых мужского пола. В 1866 году в селе было 27 дворов, проживали 405 человек (191 мужского пола и 214 женского), действовали 6 маслобоен. В 1877 году в Девятино было уже 64 двора, однако население сократилось до 320 человек. К тому времени в селе действовали школа и лавка. Девятино входило в состав Упоройской волости Дмитровского уезда.
В 1926 году в селе было 99 хозяйств (в том числе 98 крестьянского типа), проживало 542 человека (252 мужского пола и 290 женского), действовала школа 1-й ступени и пункт ликвидации неграмотности. В то время Девятино входило в состав Берёзовского сельсовета Круглинской волости Дмитровского уезда. С 1928 года в составе Дмитровского района. В 1937 году в селе было 104 двора. Во время Великой Отечественной войны, с октября 1941 года по август 1943 года, находилось в зоне немецко-фашистской оккупации (территория Локотского самоуправления).

## Храм Николая Чудотворца
В 1848 году на средства князя Голицына в Девятино вместо обветшавшего деревянного храма был построен каменный, который до наших дней не сохранился. В состав прихода церкви входили также соседние деревни Власовка и Холчёвка. До 1878 года более 40 лет при храме служил священник Николай Стефанович Вознесенский, снискавший всеобщее уважение у местных жителей.

## Население
| 1866 | 1877 | 1897 | 1926 | 1979 | 2002 | 2010 |
| ---- | ---- | ---- | ---- | ---- | ---- | ---- |
| 403  | ↘320 | ↗491 | ↗542 | ↘295 | ↗306 | ↘213 |